# Baharu (Susoh)
Baharu is een bestuurslaag in het regentschap Aceh Barat Daya van de provincie Atjeh, Indonesië. Baharu telt 266 inwoners (volkstelling 2010).